# Abdelatif Rahal
Pour les articles homonymes, voir Rahal.
Abdelatif Rahal, né le 14 avril 1922 à Nedroma et mort le 29 décembre 2014, est un diplomate et homme politique algérien, élevé au rang d'Athir.

## Biographie
Abdelatif Rahal est né le 14 avril 1922 à Nedroma. De 1938 à 1956, il étudie à l'École normale d'instituteurs de Bouzareah (Alger), puis aux facultés des sciences d'Alger et de Bordeaux. Il effectue une carrière dans l'enseignement, d'abord comme instituteur, puis comme professeur de mathématiques de l'enseignement secondaire.
De 1956 à 1962, il participe à la lutte de libération nationale à divers échelons de responsabilité. Enseignant en mathématiques, il rejoint l'UDMA de Ferhat Abbas et dirige la section de Maghnia de l'association des oulémas musulmans algériens. Au déclenchement de guerre d'indépendance, il rejoint le Maroc où il travaille comme instructeur des cadres du FLN.
En 1962, il est chargé, au titre du FLN, de faire partie de l'Exécutif provisoire sous l'égide duquel il prend part à la préparation et à la supervision du référendum d'autodétermination qui conduit à l'indépendance de l'Algérie.
Ministre plénipotentiaire hors classe, il devient le premier ambassadeur d'Algérie en France en 1963. Il fait toute sa carrière dans la diplomatie et occupe deux postes ministériels entre 1977 et 1979 et en 1991. Il est ensuite conseiller diplomatique du président Abdelaziz Bouteflika.
Il décède le 29 décembre 2014.

## Fonctions
- 1962, Membre de la commission centrale du référendum d'autodétermination[4]
- 1963, il fut nommé Directeur de Cabinet du premier président de la République, puis nommé Ambassadeur d'Algérie en France
- 1964, Directeur de cabinet du ministre des affaires étrangères, Abdelaziz Bouteflika[5].
- 1965-1970, Secrétaire général du ministère des affaires étrangères. À ce titre, il fut chargé de la coordination et de la supervision des commissions d'organisation du Ministère et de l'élaboration des textes législatifs régissant le corps diplomatique et le fonctionnement des Ambassades et Consulats. Il assuma, par ailleurs, la responsabilité directe de la formation du personnel diplomatique et des concours de recrutement de ce personnel.
- 1970-1977, Ambassadeur d'Algérie auprès de l'ONU[6]. À ce titre, il fut : Membre du Conseil de la Namibie ; Membre des groupes arabe, africain, des non-alignés et celui du Groupe des "77".
- 1973-1975, Président du Comité permanent des non-alignés, au niveau des Représentants Permanents, aux Nations unies. Il contribua à la préparation, en 1974, de la session extraordinaire de l'Assemblée générale des Nations unies consacrée aux problèmes des matières premières et du développement et à l'élaboration du document de base ayant conduit aux résolutions sur le Nouvel Ordre Economique International, adoptées au cours de cette session extraordinaire. Il fut élu Vice-Président du Groupe de négociations créé par l'Assemblée générale et porte-parole du Groupe des 77 au cours de ces négociations.
- 1977-1979, Ministre de l'enseignement supérieur et de la recherche scientifique. À ce titre, il présida la Commission nationale chargée de l'évaluation de la réforme de l'enseignement supérieur appliquée en 1971. En 1978, il présida la délégation algérienne à la Conférence générale de l'UNESCO.
- 1979 -1982, il occupa le poste de Délégué permanent de l'Algérie auprès de l'UNESCO. Il participa aux activités des groupes régionaux, arabe, africain, des non-alignés et Groupe des "77". Il fut également Président du Comité du Siège de l'UNESCO et membre des délégations algériennes aux Conférences générales de l'UNESCO de 1980 à 1982, Représentant des pays arabes au groupe de négociation et de rédaction et membre de la délégation algérienne à la Conférence mondiale sur la culture, tenue à Mexico en 1982.
- 1980-1985, il fut élu Membre du Conseil exécutif de l'UNESCO. À ce titre, il prit part aux activités au sein des organes du Conseil et devient membre du Comité temporaire créé par le Conseil en 1984, en vue d'examiner les mesures à prendre pour améliorer les méthodes de travail de l'UNESCO et lui permettre de surmonter la crise qu'elle a traversée. Il participa à la Conférence générale de l'UNESCO, tenue à Sofia en 1985 et assuma la responsabilité de Porte-parole du Groupe des 77 au cours des négociations qui ont précédé l'adoption des résolutions les plus importantes de cette session.
- 1985-1991, il participa à divers Comités de la Conférence générale de l'UNESCO.
- 1991, Ministre de l'intérieur et des collectivités locales
- 1991, Représentant permanent de l’Algérie à l'UNESCO[7].
- 1999, Conseiller diplomatique auprès du président de la république, Abdelaziz Bouteflika[8]
- 2006, Représentant de l'Algérie au Conseil exécutif de l'UNESCO

## Décorations
- Ahid de l'ordre du Mérite national d'Algérie.